# Comté de Cibola
Le comté de Cibola est l’un des 33 comtés de l’État du Nouveau-Mexique, aux États-Unis. Fondé le 19 juin 1981 à partir des 4/5 (80 %) de la partie la plus orientale du comté de Valencia, c’est le comté le plus récent de l’État.
Son siège est Grants.
Autres localités: Cubero, Acomita Lake, South Acomita Village, Pueblo Acoma, Paguate.

## Comtés adjacents
- Comté de McKinley, Nouveau-Mexique (nord)
- Comté de Sandoval, Nouveau-Mexique  (nord-est)
- Comté de Bernalillo, Nouveau-Mexique (est)
- Comté de Valencia, Nouveau-Mexique (est)
- Comté de Socorro, Nouveau-Mexique (sud-est)
- Comté de Catron, Nouveau-Mexique (sud)
- Comté d'Apache, Arizona (ouest)